# Pinokio, przygoda w przyszłości
Pinokio, przygoda w przyszłości (ang. Pinocchio 3000, fr. Pinocchio le robot, hiszp. P3K: Pinocho 3000) – kanadyjsko-francusko-hiszpański animowany familijny film fantastycznonaukowy z 2004 roku w reżyserii Daniela Robichauda na podst. powieści Pinokio Carla Collodiego.
W tej adaptacji Pinokio tym razem mieszka w przyszłości i zamiast bycia lalką jest robotem, natomiast Gepetto to nie stolarz, tylko konstruktor.

## Obsada głosowa
| Postać | Wersja kanadyjska | Wersja kanadyjska      | Wersja francuska  | Wersja hiszpańska         | Wersja polska          |
| Postać | Wersja angielska  | Wersja quebecka        | Wersja francuska  | Wersja hiszpańska         | Wersja polska          |
| --- | ----------------- | ---------------------- | ----------------- | ------------------------- | ---------------------- |
| Pinokio | Sonja Ball        | François-Nicolas Dolan | Maxime Baudouin   | Marta Ullod               | Małgorzata Kożuchowska |
| Marlena | Helena Evangeliou | Bianca Gervais         | Barbara Tissier   | Roser Vilches             | Jolanta Jackowska-Czop |
| Gepetto | Howard Ryshpan    | Gilles Pelletier       | Georges Aubert    | Emilio Freixas            | Mariusz Siudziński     |
| Szlamboli | Malcolm McDowell  | Raymond Bouchard       | Marc Alfos        | Miguel Ángel Jenner       | Bronisław Wrocławski   |
| Cyberynka | Whoopi Goldberg   | Sonia Vachon           | Maïk Darah        | Lucrecia                  | Barbara Lauks          |
| Sztefan | Howie Mandel      | Mario Jean             | Jean-Claude Donda | Carlos Latre              | Grzegorz Pawlak        |
| Kratka | Matt Holland      | Dominic Sillon         | Éric Métayer      | Alberto Mieza             | Jacek Łuczak           |
| Kolec | Jack Daniel Well  | Martin Cloutier        | Paul Borne        | Domenech Farell           | Paweł Siedlik          |
| Maks | Bobby Edner       | Léo Caron              | Gwenaël Sommier   | José Antonio Torrabadella | Zuzanna Wierzbińska    |
| Cynthia | Gabrielle Elfassy | Sarah-Jeanne Labrosse  | Lutèce Ragueneau  | Paula Ribó                | brak danych            |
| roboty | Terrence Scammell | brak danych            | brak danych       | Carlos Vicente            | brak danych            |
| Opracowanie: Studio Lingua na zlecenie Vision Film Distribution Dialogi i reżyseria: Krzysztof Staroń Dźwięk: Robert Buczkowski Kierownictwo produkcji: Piotr Śnieg Tekst piosenki „Czym się różni”: Paweł Królikowski Wykonanie: Mariusz Siudziński Tekst piosenki „Iga Dance”: Krzysztof Staroń Wykonanie: Małgorzata Kożuchowska |                   |                        |                   |                           |                        |